# Слоистость

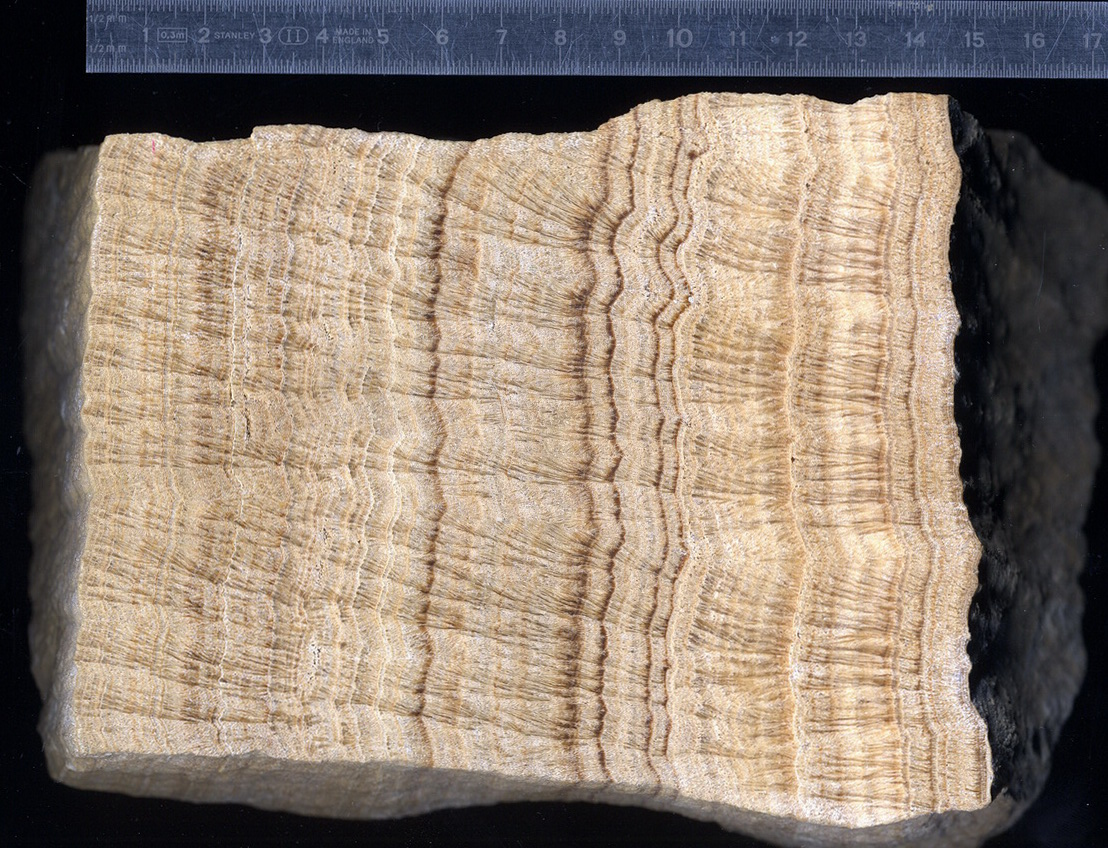
Тонкая, гофрированная слоистость (слойчатость) в известняке из кладки Римского акведука. Скорость напластования известняков in situ была равна 1 мм/год)

Слоистость (осадочных горных пород) — основной текстурный признак осадочных образований. В общем случае выделяются собственно слоистость осадочных толщ, которая выражается в чередовании слоёв различного состава (по крупности зёрен, по текстуре внутри слоёв и т. д.) и слоистостью самой горной породы внутри каждого отдельного слоя (или горизонта), которая может проявляться особенно тонкими слойками, называемыми иногда слойчатостью. Слоистость классифицируют по мощности слоёв, по характеру контактов между ними, по соотношению слоёв и типу их сочетаний, по их выдержанности и т. д. Благодаря периодичности большинства всех факторов седиментогенеза слоистость обычно бывает ритмичной.

## О термине в мировой научной практике
Русский термин «слоистость», как правило, включает в себя многие, часто — более дробные, определения, которые даются закономерному переслаиванию осадочных или эффузивных и метаморфических горных пород на многих других языках.
Так, немецкий термин «Schichtung», как будто более и, во всяком случае — дословно, соответствует русской дефиниции. Однако, применение его более ограничено в содержании, которое заключено обычно в российском понятии «слоистость». Более подходящий по смыслу иноязычный термин «lamination» (англ., нем.; от лат. lamina — плита, слой) в зарубежной научной литературе наиболее соответствует нашему понятию «слойчатости», поскольку речь в этом случае идёт об особенно тонких слойках и напластованиях. Подобные несовпадения в содержании одинаковых в переводе терминов можно увидеть и в других странах, что следует иметь в виду русскоязычным исследователям при работе с зарубежной научной литературой.